# Liste des États parties à la Convention sur l'interdiction des armes biologiques

Participation à la Convention sur l'interdiction des armes biologiques.
État ayant signé et ratifié
État ayant accédé ou succédé
État non reconnu mais lié à la Convention
État signataire
État en dehors de la Convention

La liste des États parties à la Convention sur l'interdiction des armes biologiques est celle des États qui ont signé et ratifié ladite Convention ou y ont adhéré. Celle-ci est officiellement nommée Convention sur l'interdiction de la mise au point, de la fabrication et du stockage des armes bactériologiques (biologiques) ou à toxines et sur leur destruction (CABT).
La CABT a été ouverte à la signature le 10 avril 1972 et est entrée en vigueur le 26 mars 1975 après que 22 États eurent déposé leur instrument de ratification. La Convention a été fermée à la signature le jour précédent, les États désirant la rejoindre devant désormais adhérer à la Convention.
En février 2025, sur un total de 197 États qui peuvent être membres de la CABT (les 193 États membres des Nations unies, ainsi que les îles Cook, Niue, la Palestine et le Saint-Siège) :
- 188 sont États parties de la CABT (ils l'ont ratifiée ou y ont adhéré)[1] ;
- 4 ont signé la CABT sans la ratifier[2] ;
- 5 sont en dehors de la CABT.

## États parties
(mars 2025).
| État                             | Signé le          | Entrée en vigueur le |
| -------------------------------- | ----------------- | -------------------- |
| Afghanistan                      | 10 avril 1972     | 26 mars 1975         |
| Afrique du Sud                   | 10 avril 1972     | 3 novembre 1975      |
| Albanie                          |                   | 11 août 1992         |
| Algérie                          | 22 juillet 2001   | 22 juillet 2001      |
| Allemagne                        | 10 avril 1972     | 7 avril 1983         |
| Andorre                          |                   | 2 mars 2015          |
| Angola                           |                   | 26 juillet 2016      |
| Antigua-et-Barbuda               |                   | 29 janvier 2003      |
| Arabie saoudite                  | 10 avril 1972     | 24 mai 1972          |
| Argentine                        | 3 août 1972       | 5 décembre 1979      |
| Arménie                          |                   | 7 juin 1994          |
| Australie                        | 10 avril 1972     | 5 octobre 1977       |
| Autriche                         | 10 avril 1972     | 10 août 1973         |
| Azerbaïdjan                      |                   | 26 février 2004      |
| Bahamas                          |                   | 26 novembre 1986     |
| Bahreïn                          |                   | 28 octobre 1988      |
| Bangladesh                       |                   | 13 mars 1985         |
| Barbade                          | 16 février 1973   | 16 février 1973      |
| Belgique                         | 10 avril 1972     | 15 mars 1979         |
| Belize                           |                   | 20 octobre 1986      |
| Bénin                            | 10 avril 1972     | 25 avril 1975        |
| Bhoutan                          |                   | 8 juin 1978          |
| Biélorussie                      | 10 avril 1972     | 26 mars 1975         |
| Bolivie                          | 10 avril 1972     | 30 octobre 1975      |
| Bosnie-Herzégovine               |                   | 15 août 1994         |
| Botswana                         | 10 avril 1972     | 5 février 1992       |
| Brésil                           | 10 avril 1972     | 27 février 1973      |
| Brunei                           |                   | 31 janvier 1991      |
| Bulgarie                         | 10 avril 1972     | 2 août 1972          |
| Burkina Faso                     |                   | 17 avril 1991        |
| Burundi                          | 10 avril 1972     | 18 octobre 2011      |
| Cambodge                         | 10 avril 1972     | 9 mars 1983          |
| Cameroun                         |                   | 18 janvier 2013      |
| Canada                           | 10 avril 1972     | 18 septembre 1972    |
| Cap-Vert                         |                   | 20 octobre 1977      |
| Chili                            | 10 avril 1972     | 22 avril 1980        |
| Chine                            |                   | 15 novembre 1984     |
| Chypre                           | 10 avril 1972     | 6 novembre 1973      |
| Colombie                         | 10 avril 1972     | 19 décembre 1983     |
| République centrafricaine        |                   | 25 septembre 2018    |
| Comores                          |                   | 14 février 2025      |
| République du Congo              |                   | 23 octobre 1978      |
| République démocratique du Congo | 10 avril 1972     | 16 septembre 1975    |
| Corée du Nord                    |                   | 13 mars 1987         |
| Corée du Sud                     | 10 avril 1972     | 25 juin 1987         |
| Côte d'Ivoire                    | 23 mai 1972       | 26 avril 2016        |
| Costa Rica                       | 10 avril 1972     | 17 décembre 1973     |
| Croatie                          |                   | 8 octobre 1991       |
| Cuba                             | 12 avril 1972     | 21 avril 1976        |
| Danemark                         | 10 avril 1972     | 1er mars 1973        |
| République dominicaine           | 10 avril 1972     | 23 février 1973      |
| Dominique                        |                   | 8 novembre 1978      |
| Émirats arabes unis              | 28 septembre 1972 | 19 juin 2008         |
| Équateur                         | 14 juin 1972      | 12 mars 1975         |
| Espagne                          | 10 avril 1972     | 20 juin 1979         |
| Estonie                          |                   | 21 juin 1993         |
| États-Unis                       | 10 avril 1972     | 26 mars 1975         |
| Éthiopie                         | 10 avril 1972     | 26 mai 1975          |
| Fidji                            | 22 février 1973   | 1er octobre 1973     |
| Finlande                         | 10 avril 1972     | 4 février 1974       |
| France                           |                   | 27 septembre 1984    |
| Gabon                            | 10 avril 1972     | 16 août 2007         |
| Gambie                           | 8 août 1972       | 21 novembre 1991     |
| Géorgie                          |                   | 22 mai 1996          |
| Ghana                            | 10 avril 1972     | 6 juin 1975          |
| Grèce                            | 10 avril 1972     | 10 décembre 1975     |
| Grenade                          |                   | 22 octobre 1986      |
| Guatemala                        | 9 mai 1972        | 19 septembre 1973    |
| Guinée-Bissau                    |                   | 20 août 1976         |
| Guyana                           | 3 janvier 1973    | 26 mars 2013         |
| Guinée équatoriale               |                   | 16 janvier 1989      |
| Honduras                         | 10 avril 1972     | 14 mars 1979         |
| Hongrie                          | 10 avril 1972     | 27 décembre 1972     |
| Inde                             | 15 janvier 1973   | 15 juillet 1974      |
| Indonésie                        | 21 juin 1972      | 19 février 1992      |
| Irak                             | 11 mai 1972       | 19 juin 1991         |
| Iran                             | 16 novembre 1972  | 22 août 1973         |
| Irlande                          | 10 avril 1972     | 27 octobre 1972      |
| Islande                          | 10 avril 1972     | 15 février 1973      |
| Italie                           | 10 avril 1972     | 30 mai 1975          |
| Jamaïque                         |                   | 13 août 1975         |
| Japon                            | 10 avril 1972     | 18 juin 1982         |
| Jordanie                         | 17 avril 1972     | 27 juin 1975         |
| Kazakhstan                       |                   | 28 juin 2007         |
| Kenya                            |                   | 7 janvier 1976       |
| Kirghizistan                     |                   | 12 octobre 2004      |
| Koweït                           | 27 avril 1972     | 26 juillet 1972      |
| Laos                             | 10 avril 1972     | 25 avril 1973        |
| Lesotho                          | 10 avril 1972     | 6 septembre 1977     |
| Lettonie                         |                   | 6 février 1997       |
| Liban                            | 10 avril 1972     | 26 mars 1975         |
| Liberia                          | 10 avril 1972     | 4 novembre 2016      |
| Libye                            |                   | 19 janvier 1982      |
| Liechtenstein                    |                   | 6 juin 1991          |
| Lituanie                         |                   | 10 février 1998      |
| Luxembourg                       | 10 avril 1972     | 23 mars 1976         |
| Macédoine                        |                   | 14 mars 1997         |
| Madagascar                       | 13 octobre 1972   | 7 mars 2008          |
| Malaisie                         | 10 avril 1972     | 6 octobre 1991       |
| Maldives                         |                   | 2 août 1993          |
| Mali                             | 10 avril 1972     | 25 novembre 2002     |
| Malte                            | 11 septembre 1972 | 7 avril 1975         |
| Maroc                            | 2 mai 1972        | 21 mars 2002         |
| Maurice                          | 10 avril 1972     | 11 janvier 1973      |
| Mexique                          | 10 avril 1972     | 8 avril 1974         |
| Moldavie                         |                   | 5 novembre 2004      |
| Monaco                           |                   | 30 avril 1999        |
| Mongolie                         | 10 avril 1972     | 14 septembre 1972    |
| Monténégro                       |                   | 3 juin 2007          |
| Népal                            | 10 avril 1972     | 11 novembre 2016     |
| Nicaragua                        | 10 avril 1972     | 7 août 1975          |
| Niue                             |                   | 14 juin 2018         |
| Niger                            | 21 avril 1972     | 23 juin 1972         |
| Nigeria                          | 10 juillet 1972   | 9 juillet 1973       |
| Norvège                          | 10 avril 1972     | 1er août 1973        |
| Nouvelle-Zélande                 | 10 avril 1972     | 18 décembre 1972     |
| Oman                             |                   | 31 mars 1992         |
| Ouganda                          |                   | 12 mai 1992          |
| Ouzbékistan                      |                   | 11 janvier 1996      |
| Pakistan                         | 10 avril 1972     | 3 octobre 1974       |
| Palaos                           |                   | 3 février 2003       |
| Panama                           | 2 mai 1972        | 20 mars 1974         |
| Papouasie-Nouvelle-Guinée        |                   | 27 octobre 1980      |
| Paraguay                         |                   | 9 juin 1976          |
| Pays-Bas                         | 10 avril 1972     | 22 juin 1981         |
| Pérou                            | 10 avril 1972     | 5 juin 1985          |
| Philippines                      | 10 avril 1972     | 21 mai 1973          |
| Pologne                          | 10 avril 1972     | 25 janvier 1973      |
| Portugal                         | 29 juin 1972      | 15 mai 1975          |
| Qatar                            | 14 novembre 1972  | 17 avril 1975        |
| Roumanie                         | 10 avril 1972     | 26 juillet 1979      |
| Royaume-Uni                      | 10 avril 1972     | 26 mars 1975         |
| Russie                           | 10 avril 1972     | 26 mars 1975         |
| Rwanda                           | 10 avril 1972     | 20 mai 1975          |
| Saint-Christophe-et-Niévès       |                   | 2 avril 1991         |
| Saint-Marin                      | 21 mars 1973      | 11 mars 1975         |
| Saint-Siège                      |                   | 4 janvier 2002       |
| Saint-Vincent-et-les-Grenadines  |                   | 13 mai 1999          |
| Sainte-Lucie                     |                   | 26 novembre 1986     |
| Îles Salomon                     |                   | 17 juin 1981         |
| Salvador                         | 10 avril 1972     | 31 décembre 1991     |
| Samoa                            |                   | 21 septembre 2017    |
| Sao Tomé-et-Principe             |                   | 24 août 1979         |
| Sénégal                          | 10 avril 1972     | 26 mars 1975         |
| Serbie                           |                   | 13 juin 2001         |
| Seychelles                       |                   | 11 octobre 1979      |
| Sierra Leone                     | 24 novembre 1972  | 29 juin 1976         |
| Singapour                        | 19 juin 1972      | 2 décembre 1975      |
| Slovaquie                        |                   | 17 mai 1993          |
| Slovénie                         |                   | 7 avril 1992         |
| Soudan                           |                   | 17 octobre 2003      |
| Sri Lanka                        | 10 avril 1972     | 18 novembre 1986     |
| Suède                            | 27 février 1975   | 5 février 1976       |
| Suisse                           | 10 avril 1972     | 4 mai 1976           |
| Suriname                         |                   | 6 janvier 1993       |
| Eswatini / Swaziland             |                   | 18 juin 1991         |
| Tadjikistan                      |                   | 8 décembre 2004      |
| République tchèque               |                   | 5 avril 1993         |
| Thaïlande                        | 17 janvier 1973   | 28 mai 1975          |
| Timor oriental                   |                   | 5 mai 2002           |
| Togo                             | 10 avril 1972     | 10 novembre 1976     |
| Tonga                            |                   | 28 septembre 1976    |
| Trinité-et-Tobago                |                   | 19 juillet 2007      |
| Tunisie                          | 10 avril 1972     | 6 juin 1973          |
| Turkménistan                     |                   | 11 janvier 1996      |
| Turquie                          | 10 avril 1972     | 4 novembre 1974      |
| Ukraine                          | 10 avril 1972     | 26 mars 1975         |
| Uruguay                          |                   | 6 avril 1981         |
| Vanuatu                          |                   | 12 octobre 1990      |
| Venezuela                        | 10 avril 1972     | 18 octobre 1978      |
| Viêt Nam                         |                   | 20 juin 1980         |
| Yémen                            | 10 mai 1972       | 1er juin 1979        |
| Zambie                           |                   | 15 janvier 2008      |
| Zimbabwe                         |                   | 5 novembre 1990      |

Taïwan a également ratifié le Traité mais n'étant pas reconnue par les Nations unies. Elle n'est donc État partie de la Convention qu'à titre officieux.

## États signataires
| État    | Signé le       |
| ------- | -------------- |
| Égypte  | 10 avril 1972  |
| Haïti   | 10 avril 1972  |
| Somalie | 3 juillet 1972 |
| Syrie   | 14 avril 1972  |

## États en dehors de la CABT
- Djibouti
- Érythrée
- Israël
- Kiribati
- Tchad